# Patinaj viteză pe pistă scurtă la Jocurile Olimpice de iarnă din 2018 – 500 m (masculin)
Proba de patinaj viteză pe pistă scurtă, 500 m masculin de la Jocurile Olimpice de iarnă din 2018 de la Pyeongchang, Coreea de Sud a avut loc pe 20 și 22 februarie 2018 la Gangneung Ice Arena.

## Program
Orele sunt orele Coreei de Sud (ora României + 7 ore).
| Dată         | Ora         | Rundă      |
| ------------ | ----------- | ---------- |
| 20 februarie | -           | Calificări |
| 22 februarie | 19:00-21:45 | Finală     |

## Calificări
Proba a avut loc pe 20 februarie.
Q – calificat pentru sferturile de finală
AV – a avansat mai departe
PEN – penalizare
| Loc | Serie | Nume                   | Țară                         | Timp     | Note |
| --- | ----- | ---------------------- | ---------------------------- | -------- | ---- |
| 1   | 1     | Wu Dajing              | China                        | 40.264   | C    |
| 2   | 1     | Bartosz Konopko        | Polonia                      | 41,039   | C    |
| 3   | 1     | Andy Jung              | Australia                    | 1:03,137 |      |
| 4   | 1     | Thibaut Fauconnet      | Franța                       | 1:04,756 |      |
| 6   | 1     | Aaron Tran             | Statele Unite ale Americii   | 99.999   | PEN  |
| 1   | 2     | Samuel Girard          | Canada                       | 40,493   | C    |
| 2   | 2     | Roberts Zvejnieks      | Letonia                      | 40,563   | C    |
| 3   | 2     | Yuri Confortola        | Italia                       | 40,869   |      |
| 4   | 2     | Vladislav Bykanov      | Israel                       | 47,177   |      |
| 1   | 3     | Seo Yi-ra              | Coreea de Sud                | 40,438   | C    |
| 2   | 3     | Dylan Hoogerwerf       | Olanda                       | 40,657   | C    |
| 3   | 3     | Sébastien Lepape       | Franța                       | 40,900   |      |
| 4   | 3     | Viktor Knoch           | Ungaria                      | 1:06,040 |      |
| 1   | 4     | Lim Hyo-jun            | Coreea de Sud                | 40,418   | C    |
| 2   | 4     | Daan Breeuwsma         | Olanda                       | 40,806   | C    |
| 3   | 4     | Denis Nikisha          | Kazahstan                    | 41,436   | AV   |
| 6   | 4     | Charles Hamelin        | Canada                       | 99,999   | PEN  |
| 1   | 5     | Ren Ziwei              | China                        | 40,294   | C    |
| 2   | 5     | Aleksandr Shulginov    | Sportivii Olimpici ai Rusiei | 40,.585  | C    |
| 3   | 5     | Nurbergen Zhumagaziyev | Kazahstan                    | 40,748   | AV   |
| 6   | 5     | Sjinkie Knegt          | Olanda                       | 99,999   | PEN  |
| 1   | 6     | Shaoang Liu            | Ungaria                      | 40,526   | C    |
| 2   | 6     | Ryosuke Sakazume       | Japonia                      | 40,658   | C    |
| 3   | 6     | Abzal Azhgaliyev       | Kazahstan                    | 43.388   | AV   |
| 6   | 6     | Pavel Sitnikov         | Sportivii Olimpici ai Rusiei | 99.999   | PEN  |
| 1   | 7     | Hwang Dae-heon         | Coreea de Sud                | 40,758   | C    |
| 2   | 7     | Keita Watanabe         | Japonia                      | 41,678   | C    |
| 3   | 7     | Thomas Hong            | Statele Unite ale Americii   | 43,096   |      |
| 6   | 7     | Jong Kwang-bom         | Coreea de Nord               | 99.999   | PEN  |
| 1   | 8     | Shaolin Sándor Liu     | Ungaria                      | 40,650   | C    |
| 2   | 8     | Han Tianyu             | China                        | 40,744   | C    |
| 3   | 8     | Semion Elistratov      | Sportivii Olimpici ai Rusiei | 40,829   |      |
| 4   | 8     | John-Henry Krueger     | Statele Unite ale Americii   | 41,008   |      |

## Runda eliminatorie
Proba a avut loc pe 22 februarie.

### Sferturi de finală
C – calificat pentru semifinale
AV – a avansat mai departe
PEN – penalizare
| Loc | Serie | Nume                   | Țară                         | Timp          | Note |
| --- | ----- | ---------------------- | ---------------------------- | ------------- | ---- |
| 1   | 1     | Ren Ziwei              | China                        | 40,032        | C    |
| 2   | 1     | Shaolin Sándor Liu     | Ungaria                      | 40,471        | C    |
| 3   | 1     | Denis Nikisha          | Kazahstan                    | 40,806        |      |
| 4   | 1     | Aleksandr Shulginov    | Sportivii Olimpici ai Rusiei | 54,498        |      |
| 5   | 1     | Bartosz Konopko        | Polonia                      | 1:10,996      |      |
| 1   | 2     | Wu Dajing              | China                        | 39,800        | C    |
| 2   | 2     | Hwang Dae-heon         | Coreea de Sud                | 40,861        | C    |
| 3   | 2     | Roberts Zvejnieks      | Letonia                      | 40,904        |      |
| 4   | 2     | Keita Watanabe         | Japonia                      | 41,354        |      |
| 5   | 2     | Nurbergen Zhumagaziyev | Kazahstan                    | nu a terminat |      |
| 1   | 3     | Samuel Girard          | Canada                       | 40,477        | C    |
| 2   | 3     | Ryosuke Sakazume       | Japonia                      | 40,563        | C    |
| 3   | 3     | Han Tianyu             | China                        | 1:14,891      |      |
| 4   | 3     | Seo Yi-ra              | Coreea de Sud                | 1:17,779      |      |
| 1   | 4     | Lim Hyo-jun            | Coreea de Sud                | 40,400        | C    |
| 2   | 4     | Daan Breeuwsma         | Olanda                       | 40,677        | C    |
| 3   | 4     | Dylan Hoogerwerf       | Olanda                       | 41,007        |      |
| 4   | 4     | Abzal Azhgaliyev       | Kazahstan                    | 41,616        | AV   |
| 6   | 4     | Shaoang Liu            | Ungaria                      | 99,999        | PEN  |

### Semifinale
CA – calificat pentru finala A
CB – calificat pentru finala B
| Loc | Serie | Nume               | Țară          | Timp   | Note |
| --- | ----- | ------------------ | ------------- | ------ | ---- |
| 1   | 1     | Wu Dajing          | China         | 40,087 | CA   |
| 2   | 1     | Samuel Girard      | Canada        | 40,185 | CA   |
| 3   | 1     | Shaolin Sándor Liu | Ungaria       | 40,399 | CB   |
| 4   | 1     | Daan Breeuwsma     | Olanda        | 40,775 | CB   |
| 5   | 1     | Abzal Azhgaliyev   | Kazahstan     | 40,835 |      |
| 1   | 2     | Hwang Dae-heon     | Coreea de Sud | 40,108 | CA   |
| 2   | 2     | Lim Hyo-jun        | Coreea de Sud | 40,132 | CA   |
| 3   | 2     | Ren Ziwei          | China         | 40,418 | CB   |
| 4   | 2     | Ryosuke Sakazume   | Japonia       | 40,434 | CB   |

### Finala B
| Loc | Nume               | Țară    | Timp   | Note |
| --- | ------------------ | ------- | ------ | ---- |
| 5   | Shaolin Sándor Liu | Ungaria | 40,651 |      |
| 6   | Ren Ziwei          | China   | 40,694 |      |
| 7   | Daan Breeuwsma     | Olanda  | 40,835 |      |
| 8   | Ryosuke Sakazume   | Japonia | 40,985 |      |

### Finala A
Finala a avut loc pe 22 februarie la ora 20:15.
| Loc | Nume           | Țară          | Timp   | Note |
| --- | -------------- | ------------- | ------ | ---- |
| 1   | Wu Dajing      | China         | 39,584 |      |
| 2   | Hwang Dae-heon | Coreea de Sud | 39,854 |      |
| 3   | Lim Hyo-jun    | Coreea de Sud | 39.919 |      |
| 4   | Samuel Girard  | Canada        | 39,987 |      |